# Iulie 1998
Acest articol este generat integral pe baza informațiilor din articolul 1998 și este actualizat periodic de un robot.
 Editările făcute în articol vor fi șterse la următoarea actualizare! Dacă doriți să faceți modificări, editați articolul-sursă.

ianuarie -
februarie -
martie -
aprilie -
mai -
iunie -
iulie -
august -
septembrie -
octombrie -
noiembrie -
decembrie
Iulie 1998 a fost a șaptea lună a anului și a început într-o zi de miercuri.

## Evenimente

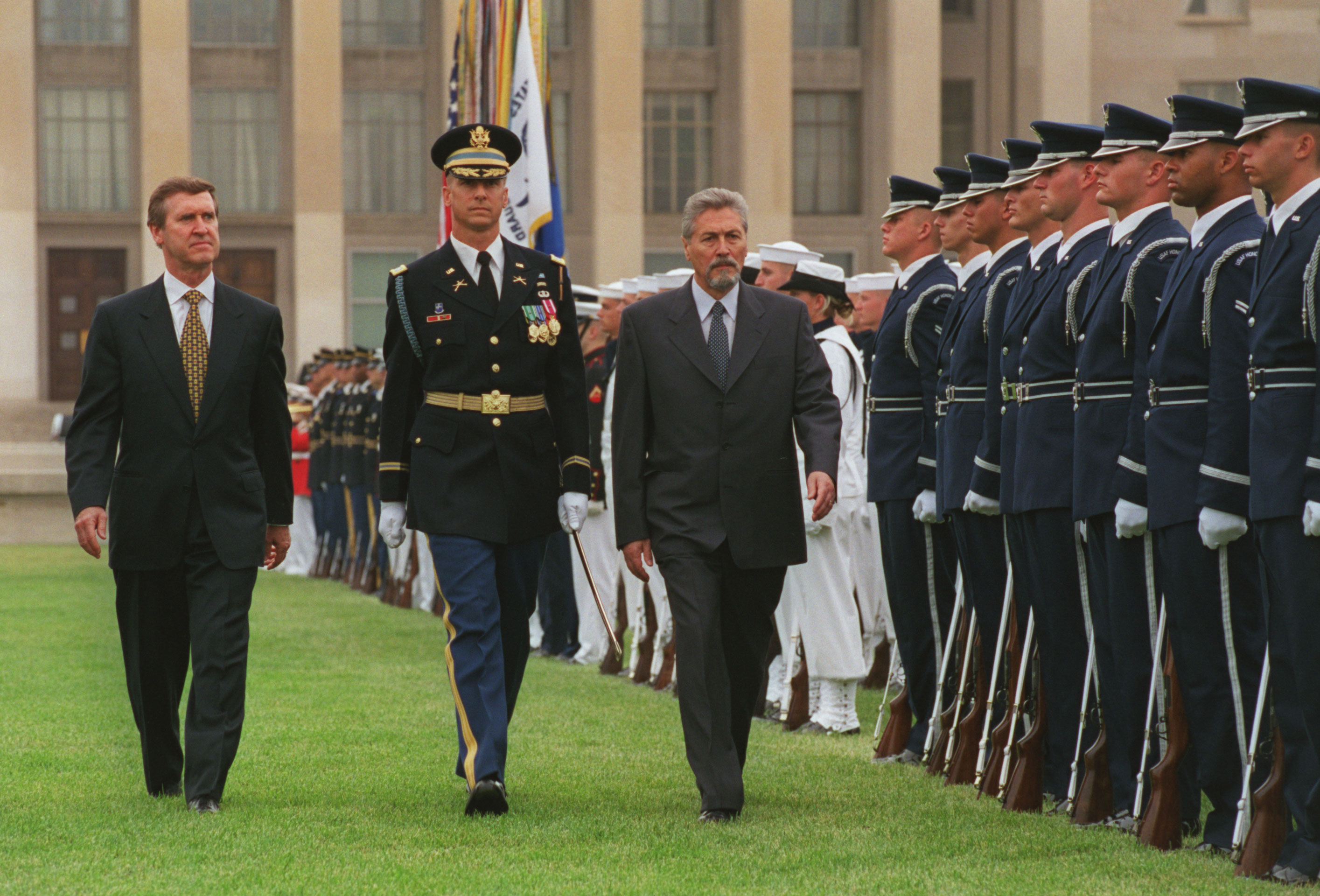
14-21 iulie: Are loc vizita oficială a președintelui Constantinescu în Statele Unite.

- 7-9 iulie: Premierul Radu Vasile efectuează o vizită oficială în Italia. Este primit la Vatican de Papa Ioan Paul al II-lea căruia îi înmânează, din partea președintelui României, invitația de a face o vizită oficială în România, în mai 1999.
- 12 iulie: Franța câștigă Campionatul Mondial de Fotbal.
- 14-21 iulie: Are loc vizita oficială la Washington a președintelui Constantinescu la invitația omologului american Bill Clinton. Șeful statului român a rostit un discurs în Congresul american (în ultimii 150 de ani, doar 50 de șefi de state și guverne au fost invitați să țină discursuri în Congres). Punctul central al discuțiilor l-a reprezentat Parteneriatul startegic româno-american.[1]
- 17 iulie: La conferința de la Roma, 120 de țări votează pentru crearea Curții Penale Internaționale cu misiunea de a judeca persoane care au comis genociduri, crime de război și crime împotriva umanității.
- 17 iulie: La St. Petersburg, Țarul Nicolae al II-lea al Rusiei și familia sa sunt înhumați la St. Catherine Chapel, după 80 de ani de la asasinarea din anul 1918.

## Nașteri
- 5 iulie: Enea Mihaj, fotbalist albanez
- 8 iulie: Jaden Smith, cântăreț și actor american
- 17 iulie: Arilena Ara, cântăreață albaneză
- 21 iulie: Marie Bouzková, jucătoare de tenis cehă
- 22 iulie: Ioana Ignat, cântăreață și compozitoare română
- 22 iulie: Federico Valverde, fotbalist uruguayan
- 24 iulie: Bindi Irwin, actriță, conservatoare și prezentatoare de televiziune australiană
- 25 iulie: Mihai Eșanu, fotbalist
- 30 iulie: Gery-Nikol, cântăreață bulgară
- 30 iulie: Teruki Hara, fotbalist japonez

## Decese
- 6 iulie: Roy Rogers, actor și cântăreț american (n. 1911)
- 7 iulie: Theodor Enescu, 71 ani, scriitor, istoric și critic de artă român (n. 1926)
- 11 iulie: Octav Botnar, 84 ani, om de afaceri și filantrop britanic, evreu născut la Cernăuți (n. 1913)
- 14 iulie: Mircea Mihai Munteanu, 65 ani, politician român (n. 1933)
- 15 iulie: Leonid Grom, 97 ani, medic român din R. Moldova (n. 1900)
- 22 iulie: Antonio Saura, 67 ani, scriitor și pictor spaniol (n. 1930)
- 28 iulie: Consalvo Sanesi, 87 ani, pilot italian de Formula 1 (n. 1911)
- 31 iulie: Ioan Ploscaru, 86 ani, episcop greco-catolic, român (n. 1911)